# The Mortal Instruments: Stad av skuggor
The Mortal Instruments: Stad av skuggor (originaltitel:The Mortal Instruments: City of Bones) är en amerikansk äventyrs-fantasy-action film baserad på boken med samma namn som är skriven av Cassandra Clare. Filmen hade svensk biopremiär den 23 augusti 2013.

## Handling
Efter att Clary Fray, en till synes vanlig tonåring, bevittnar ett mord på en klubb, finner hon att hennes mamma, Jocelyn, har attackeras i sitt hem i New York City och kidnappats av Valentine (en ond skuggjägare) i sin sökning efter De Dödligas bägare. Hon får hjälp av en Skuggjägare som heter Jace och hans vänner hjälper henne med att rädda hennes mamma och på vägen får Clary reda sanningar om sitt förflutna och blodslinje och blir den person som sin mamma fruktade att hon skulle bli. Clary får veta att Skuggjägare är människor som blivit förädlade av änglar (enkelt beskrivit) och krigare som jagar demoner, och att hon även är en Skuggjägare och försöker därmed utnyttja sina krafter för att i tid rädda sin mamma. Med hjälp sina nyfunna gåvor finner Clary De Dödligas bägare som hennes mamma gömt, bara för att bli förrådd och tvingas ge upp den. Hon försöker att rädda sin mamma innan det är för sent, och finner sig själv fångad i en kamp mellan krafter hon knappt förstår.

## Rollista
| Lily Collins         | – Clary Fray            |
| Jamie Campbell Bower | – Jace Wayland          |
| Kevin Zegers         | – Alec Lightwood        |
| Jemima West          | – Isabelle Lightwood    |
| Robert Sheehan       | – Simon Lewis           |
| Godfrey Gao          | – Magnus Bane           |
| Jonathan Rhys Meyers | – Valentine Morgenstern |
| Lena Headey          | – Jocelyn Fray          |
| Aidan Turner         | – Luke Garroway         |
| Jared Harris         | – Hodge Starkweather    |
| Kevin Durand         | – Emil Pangborn         |
| Robert Maillet       | – Samuel Blackwell      |
| C.C.H. Pounder       | – Madame Dorothea       |
| Stephen R. Hart      | – Brother Jeremiah      |
| Elyas M'Barek        | – Vampire Lieutenant    |
| Harry Van Gorkum     | – Alaric                |
| Chris Ratz           | – Eric                  |
| Jonathan Seinen      | – Raziel                |
| Hope Fleury          | – Unga Clary            |

## Produktion

### Förproduktion
Den 9 december 2010 tillkännagavs att Lily Collins hade rollbesätts i rollen som Clary Fray.
Alex Pettyfer erbjöds ursprungligen rollen som Jace Wayland, men tackade nej. Alexander Ludwig, Ed Speleers och Leebo Freeman provspelade för rollen men slutligen gick rollen till Jamie Campbell Bower. Xavier Samuel, Nico Tortorella, Max Irons och Douglas Booth var också i beaktande.

### Inspelning
Inspelningen började den 20 augusti 2012 och pågick fram till den 7 november i Toronto, Kanada, samt i New York, USA.

## Soundtrack
The Mortal Instruments: City of Bones (Original Motion Picture Soundtrack), släpptes den 20 augusti 2013 av Republic Records. Vissa låtar, däribland Lovatos "Heart By Heart" och Caillats "When The Darkness Comes", är speciellt skrivna för City of Bones. Av de 13 låtarna har två tidigare släppts, medan de andra är nya låtar.
| Nr           | Titel                                       | Artist                                     | Längd |
| ------------ | ------------------------------------------- | ------------------------------------------ | ----- |
| 1.           | Into The Lair                               | Zedd                                       | 1:44  |
| 2.           | Almost Is Never Enough (Soundtrack version) | Ariana Grande feat. Nathan Sykes           | 3:30  |
| 3.           | 17 Crimes (LA Riots Remix)                  | AFI                                        | 4:43  |
| 4.           | Heart By Heart                              | Demi Lovato                                | 3:43  |
| 5.           | Bring Me Home                               | Youngblood Hawke                           | 3:02  |
| 6.           | When The Darkness Comes                     | Colbie Caillat                             | 4:16  |
| 7.           | Strangers                                   | Seven Lions, Myon & Shane 54 feat. Tove Lo | 6:02  |
| 8.           | Magnetic                                    | Jessie J                                   | 3:55  |
| 9.           | Bear                                        | Pacific Air                                | 3:36  |
| 10.          | All About Us                                | He Is We feat. Owl City                    | 3:26  |
| 11.          | Calling From Above                          | Bassnectar                                 | 1:57  |
| 12.          | Start a Riot                                | Jetta                                      | 4:14  |
| 13.          | Strange Days                                | Bryan Ellis                                | 5:45  |
| Total längd: | Total längd:                                | Total längd:                               | 49:53 |